# GC32
Le GC32 est une classe de catamarans conçus par Martin Fischer. Ils sont longs de 12 mètres en incluant le bout-dehors (les coques elles-mêmes mesurent 10 m) et construits en fibre de carbone. Ils sont dotés de foils en L et de safrans en T, qui leur permettent de déjauger et d'attendre une vitesse de pointe de près de 40 nœuds (74 km/h). Ils sont utilisés dans le GC32 Racing Tour, et ont été choisis pour remplacer les Extreme 40 dans les Extreme Sailing Series.